# Jardinet de la Rue-des-Ursins
Jardinet de la Rue-des-Ursins är en liten park vid Rue des Ursins på Île de la Cité i Quartier Notre-Dame i Paris 4:e arrondissement. Parken skapades år 1993. I parkens fontän porlar vattnet ur två tigerhuvuden.
Jardinet de la Rue-des-Ursins är den minsta parken i 4:e arrondissementet och en av de minsta i Paris; endast Jardin Pihet-Beslay och Jardin Alice-Saunier-Seïté är mindre.
Parken är inte öppen för allmänheten.

## Bilder
| - Rue des Ursins med parken. - Parkens fontän med tigerhuvuden. |

## Omgivningar
- Notre-Dame
- Sainte-Chapelle
- Chapelle Saint-Aignan
- Pont Saint-Louis
- Au Vieux Paris
- Quai aux Fleurs
- Rue des Chantres
- Rue de la Colombe

## Kommunikationer
- Tunnelbana – linje  – Cité
- Busshållplats Pont d'Arcole – Paris bussnät, linje 75
- Busshållplats Quai aux Fleurs – Pont Saint-Louis – Paris bussnät, linje 75

### Webbkällor
- ”Jardinet de la Rue des Ursins”. Paris Sémantique. https://archive.wikiwix.com/cache/index2.php?url=http%3A%2F%2Fparisemantique.fr%2Fentities%2FGarden%2Fjardinet_de_la_rue_des_ursins#federation=archive.wikiwix.com. Läst 23 mars 2022.
- ”La fontaine Rue des Ursins”. Les rues de Paris. https://archive.wikiwix.com/cache/index2.php?url=http%3A%2F%2Fwww.parisfontaines.fr%2F4e_ursins_276.htm#federation=archive.wikiwix.com. Läst 23 mars 2022.